# Liste der Gewässer in Sachsen

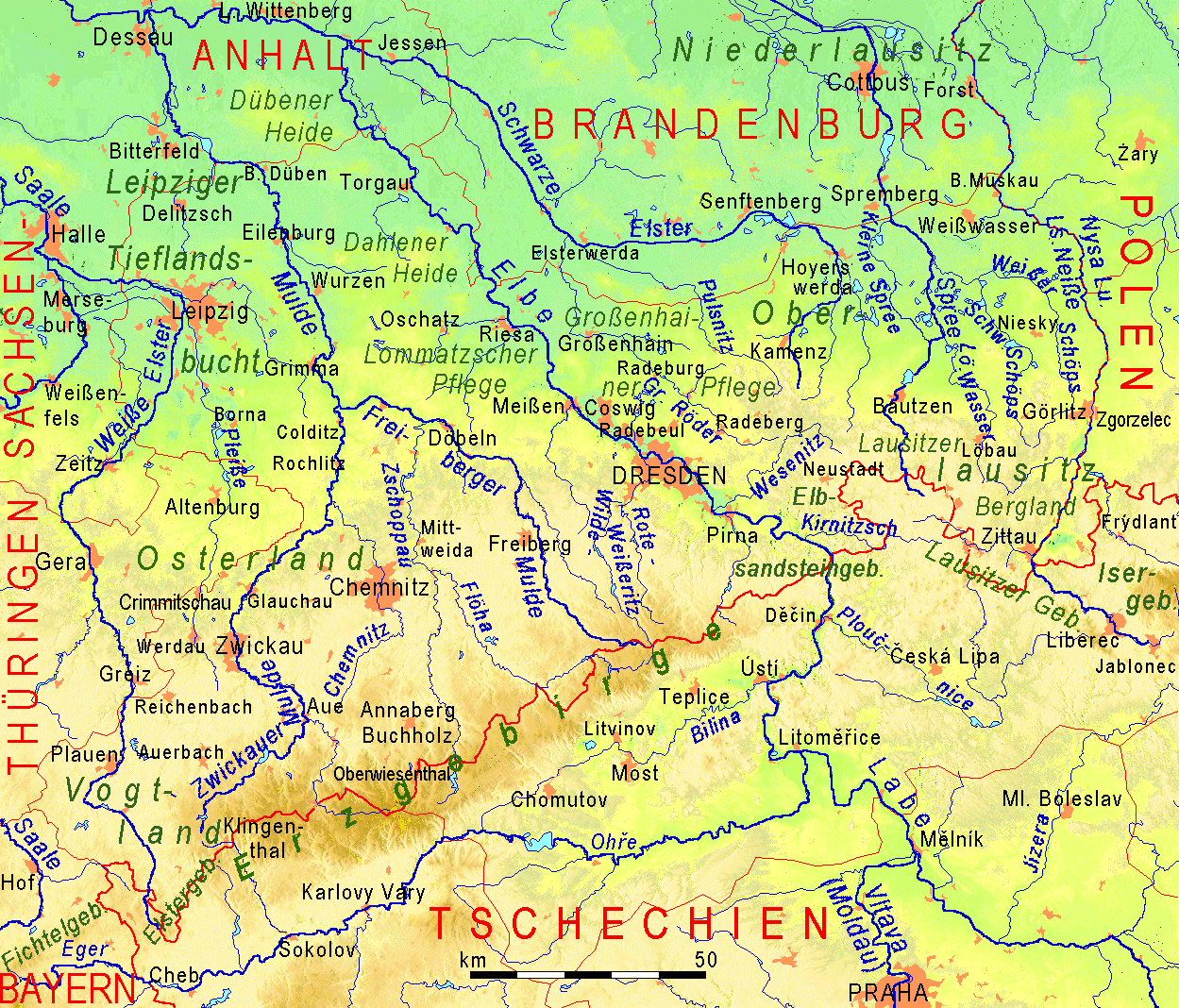
Topografie Sachsens

Die Fließ- und Standgewässer in Sachsen sind:

## Fließgewässer
Gewässer in alphabetischer Reihenfolge nach Nebenflusssystem; Länge in km; in Sachsen durchflossene Orte; Ort der Mündung; Bemerkung; Unterpunkte sind Einmündungen in den Überpunkt

### Elbe
Länge der Elbe: 1165 km; wichtige Städte in Sachsen: Bad Schandau, Königstein, Pirna, Heidenau, Dresden, Radebeul, Coswig, Meißen, Riesa, Strehla, Belgern-Schildau, Torgau, Dommitzsch; Die Elbe entspringt im Riesengebirge in Tschechien in einer Höhe von etwa 1356 m, durchfließt beziehungsweise tangiert Tschechien, Sachsen, Sachsen-Anhalt, Brandenburg, Niedersachsen, Mecklenburg-Vorpommern, Hamburg, Schleswig-Holstein und mündet bei Cuxhaven in die Nordsee.

#### Elbnebenflüsse und -gewässer mit Mündung in Sachsen
- Biela; Rosenthal-Bielatal, Königstein; 18 km; (links);
  - Cunnersdorfer Bach; Cunnersdorf; 10 km
    - Fuchsbach
    - Taubenbach

  - Dürre Biela
- Dahle; 24,1 km; Dahlen; (links)
- Döllnitz; 45,1 km; Mügeln, Oschatz, Riesa; (links)
  - Grauschwitzbach; 11,4 km; Döllnitz
  - Sandbach; 9,7 km; Döllnitz
- Eisenbornbach; 3,8 km; Dresden-Loschwitz, rechts
  - Bühlauer Graben
  - Gutebornbach; 2,7 km; Albertpark, links
  - Spiegelbach
- Geberbach/Prohliser Landgraben; 11,1 km; Dresden; (links)
- Gelobtbach, Schmilka; (links)
- Gottleuba; 33,9 km; Bad Gottleuba-Berggießhübel, Pirna; (links)
  - Bahra; 18 km; Bad-Gottleuba-Langenhennersdorf
    - Loschebach; 9,2 km
    - Mordgrundbach; 10,8 km; Hellendorf

  - Seidewitz; 25 km; Liebstadt, Pirna; (links)
    - Bahre 16 km; Bahretal; Pirna; (links)

  - Zehistabach; 19,0 km; Pirna
- Jahna; 30 km; Ostrau, Riesa; (links)
  - Keppnitzbach; 17,6 km
  - Kleine Jahna; 10,0 km; Oberwutzschwitz
- Ketzerbach; 29,5 km; (links)
- Krippenbach; 8 km; (links);
- Kirnitzsch; 45 km; Bad Schandau; (rechts),
- Lachsbach oder Rathmannsdorfer Bach; 4 km; Rathmannsdorf; (rechts);
  - Polenz; 29,4 km; Neustadt in Sachsen, Hohnstein; (rechts)
  - Sebnitz; 21 km; Sebnitz;(links)
    - Schwarzbach; 10,2 km; Sächsische Schweiz
- Leubnitzbach; 7 km; Dresden; (links)[1]
- Lockwitzbach; 29,2 km; Kreischa, Dresden-Laubegast; (links)
- Fiedlerbach; ? km; Radebeul-Oberlößnitz; Verlorenes Wasser; (rechts)
- Lößnitzbach; 6,7 km; Dippelsdorf, Radebeul; (rechts)
  - Wetterbergwasser; Wetterberg; (links)
  - Reichenberger Wasser; Reichenberg; (links)
  - Goldbach; Buchholz; (rechts)
  - Gohlisbach; Friedewald; (rechts)
    - Lindenaubach (Lindenauer Wasser); Lindenau; (rechts)

  - Brandwasser; (links)
  - Rehgrund; (links)
  - Wahnsdorfer Bach; Wahnsdorf; (links)
  - Rieselgrund; Wahnsdorf; (links)
- Rietzschke; ? km; Radebeul-Zitzschewig; Verlorenes Wasser; (rechts)
- Meisa; ? km; Meißen, links
- Müglitz; 49 km; Bärenstein, Glashütte, Weesenstein, Dohna, Heidenau
  - Hintere Biela; 7,2 km; Bärenstein
  - Löwenbach; 5,0 km; Löwenhain
  - Rotes Wasser; 8,8 km; Lauenstein
  - Trebnitz; 11,9 km; Oberschlottwitz
- Lommatzscher Wasser; 29,0 km; Zehren
  - Käbschützerbach; 15,1 km; Lißbach
  - Lißbach; 12,0 km; Lommatzsch
- Mühlgrundbach; 6 km; (links);
- Mulde; 124 km; Grimma, Trebsen, Nerchau, Wurzen, Eilenburg, Bad Düben; (links), Mündung in Sachsen-Anhalt
  - Freiberger Mulde; 124,2 km; Rechenberg-Bienenmühle, Mulda/Sa., Freiberg, Halsbrücke, Siebenlehn, Nossen, Roßwein, Döbeln, Leisnig; (rechts), entspringt in Tschechien, zum Teil Grenzfluss zu Tschechien
    - Bobritzsch; 38 km; (rechts)
      - Colmnitzbach; 9,8 km; Naundorf; (rechts)

    - Zethaubach; 8,9 km; Mulda/Sa.
    - Chemnitzbach; 16,2 km; Mulda/Sa.
    - Gimmlitz; 25,0 km; Frauenstein, Lichtenberg/Erzgeb.; (rechts)
    - Görnitzbach; 2,4 km; (rechts)
      - Schickelsbach; 2,9 km; (Oberlauf des Görnitzbaches)

    - Münzbach oder Loßnitzbach; 22 km; Freiberg; (links)
      - Goldbach oder Saubach; 5 km; Freiberg; (links)

    - Kleinwaltersdorfer Bach; 7,6 km; Freiberg; (links)
    - Pitzschebach; 10,5 km
    - Striegis; 11 km; (links)
      - Große Striegis; 48 km; Berbersdorf; (rechts)
        - Aschbach; ... km; Pappendorf; links
        - Gierenbach; ...km; Bräunsdorf; rechts
        - Grundbach; ...km; Langenau
        - Haselbach; ...km; Oberschöna; rechts
        - Kemnitzbach; ...km; Wingendorf; links
        - Oberreichenbacher Bach; ...km; Oberschöna; rechts
        - Schirmbach; 5,5 km; Wegefarth; links

      - Kleine Striegis; 22 km; Hainichen; (links)

    - Zschopau; 128 km; Wolkenstein, Zschopau, Flöha, Frankenberg/Sa.; Mittweida, Döbeln; (links)
      - Mortelbach; ..? km; Waldheim; (rechts)
      - Drebach; 8,7 km; Scharfenstein
      - Eubaerbach; 8,5 km; Niederwiesa
      - Flöha; 78 km; Flöha; (rechts) entspringt in Tschechien, zum Teil Grenzfluss zu Tschechien
        - Bielabach; 10,4 km; Blumenau
        - Große Lößnitz; ..? km; (rechts)
        - Hetzbach; 10,1 km; Oederan; (rechts)
        - Mortelbach; 5,5 km; Heidersdorf; (rechts)
        - Natzschung; 16,5 km; Olbernhau; (links), entspringt in Tschechien, zum Teil Grenzfluss zu Tschechien
          - Töltzsch; 9,2 km; Grünthal

        - Saidenbach; 15,6 km; Rauenstein; (rechts)
          - Haselbach; 12,3 km

        - Schwarze Pockau; 33,1 km; Pockau; (links), entspringt in Tschechien, zum Teil Grenzfluss zu Tschechien
        - Schweinitz; 17,6 km; Olbernhau; (links), zum Teil Grenzfluss zu Tschechien

      - Geyerbach; 7,1 km; Tannenberg
      - Greifenbach; 11,7 km; Tannenberg
      - Lützenbach; 10,0 km; Frankenberg/Sa.
      - Pöhlbach; 32,5 km; (rechts)
      - Preßnitz; 36,9 km; Streckewalde; (rechts)
        - Rauschenbach; 7,8 km; Niederschmiedeberg
        - Sandbach; 10,9 km; Streckewalde

      - Rote Pfütze; 11,9 km; Schlettau
      - Sehma; 23,5 km; Annaberg-Buchholz; (rechts)
      - Wilisch; 17,9 km; Zschopau

  - Lossabach; 28,9 km; Kültzschau (Eilenburg); (rechts)
  - Mutzschener Wasser; 20,0 km; Trebsen (rechts)
  - Rietzschke; ... km; Hainichen; (links)
  - Zwickauer Mulde; 169,8 km; Eibenstock, Aue, Zwickau, Glauchau, Waldenburg, Penig, Lunzenau, Wechselburg, Rochlitz, Colditz; (links)
    - Aubach; ..? km; W Döhlen (rechts)
    - Auenbach; ca. 16 km einschließlich Oberlauf; SW Terpitzsch (rechts)
    - Brauselochbach; 11,2 km; Rochsburg
      - Lipprichbach; 2,1 km; Göppersdorf, Herrenhaide

    - Chemnitz; 75,3 km; Chemnitz; (rechts)
      - Gablenzbach; 9,0 km; Chemnitz
      - Kappelbach; 11,3 km; Chemnitz; (links)
        - Jagdschänkenbach ? km; Chemnitz; (rechts)
        - Stelzendorfer Bach ? km; Chemnitz; (rechts)
        - Unritzbach; ..? km; Chemnitz; (links)
        - Wiesenbach; ..? km; Chemnitz; (rechts)

      - Pleißenbach; 23,2 km; Chemnitz; (links)
      - Würschnitz; 79,0 km; Chemnitz; (links)
        - Gablenzbach; 11,1 km; Niederdorf

      - Zwönitz; 39 km; Zwönitz, Thalheim/Erzgeb., Chemnitz; (rechts)

    - Dölitzschbach; ..? km; Wechselburg; (links)
    - Erlbach; ..? km; (rechts)
    - Filzbach / Zschorlaubach; 8 km; Schneeberg, Zschorlau, Aue; (links)
    - Frohnbach; ..? km; Limbach-Oberfrohna; (rechts)
    - Große Bockau; 14,2 km; Blauenthal (rechts)
    - Große Pyra; 11,3 km; Morgenröthe-Rautenkranz; (rechts)
    - Lößnitzbach oder Großer Lößnitzbach; 10,3 km; Klösterlein Zelle
    - Grumbach; ..? km; (rechts)
    - Kleine Pyra; 6,5 km
    - Lungwitzbach; 24 km; Glauchau; (rechts)
      - Hegebach; 13,5 km; Gersdorf, Mündung in Oberlungwitz; (links)
      - Ölsnitzbach; 11,7 km; Oberhermsdorf
      - Rödlitzbach; 9,8 km; Rüßdorf

    - Mülsenbach; 17,2 km; (rechts)
    - Reinsdorfer Bach; 8 km; Reinsdorf (rechts)
    - Rödelbach; 20,6 km; Wilkau; (links)
    - Rote Mulde; ..3 km; (links)
    - Schlemabach; 10 km; Schneeberg, Bad Schlema; (links)
    - Schwarzwasser; 49,4 km; Johanngeorgenstadt, Schwarzenberg; (rechts)
      - Große Mittweida; 21,6 km; Wildenau
        - Kleine Mittweida; 7,7 km; Obermittweida
        - Abrahamsbach; ? Km; Markersbach
        - Pöhlwasser; 20,7 km; Pöhla; (links)

      - Steinbach; 8,2 km; Erlabrunn

    - Vielauer Bach; 5 km; Vielau; (rechts)
    - Weiße Mulde; ..3 km; (rechts)
    - Wildenfelser Bach; ..? km; Wildenfels; ..? km; (rechts)
    - Wilzsch; Carlsfeld; 13,3 km; (rechts)
- Pehna; ..? km: Thürmsdorf; (links)
- Prießnitz; 24 km; Dresden; (rechts)
- Saale; 413 km; (links), Mündung in Sachsen-Anhalt
  - Weiße Elster (in und bei Leipzig auch Neue Luppe); 216,8 km; Bad Elster, Adorf/Vogtl., Oelsnitz/Vogtl., Plauen, Elsterberg, ..., Pegau, Leipzig, Schkeuditz; (links) entspringt in Tschechien, Mündung in Sachsen-Anhalt
    - Feilebach; ..? km; (links)
    - Göltzsch; 40,5 km; Rodewisch, Lengenfeld, Mylau; (rechts), Mündung in Thüringen
      - Wernesbach; 9,1 km; Rodewisch
        - Plohnbach; 12,4 km; Lengenfeld

    - Parthe; 48 km; Taucha, Leipzig; (rechts)
      - Faule Parthe; 12,9 km; Albrechtshain; (rechts)
      - Threne; 11,3 km; Zweenfurth; (links)
      - Gladegraben; 7,6 km; Naunhof; (rechts)
      - Zauchgraben; 5,9 km; Zweenfurth; (links)
      - Lösegraben; 5,8 km; Seegeritz; (links)
      - Schnellbach; 4,6 km; Großbardau; (links)
      - Hasengraben; 4,6 km; Plaußig; (rechts)

    - Pleiße; 90 km; Werdau, Crimmitschau, ..., Rötha, Markkleeberg, Leipzig; (rechts)
      - Wyhra; 47 km; Borna; (rechts)
        - Eula; 31 km; Großzössen; (rechts)

      - Sprotte; 30 km; Saara (links)
      - Gösel; 21,5 km; Rötha; (rechts)

    - Trieb; ..? km; (rechts)
    - Kaltenbach, 7 km; Jößnitz, (links)
    - Kemnitz (links)
    - Unterer Rosenbach, 1 km; Plauen-Reißig; (links)
    - Oberer Rosenbach, 1 km; Plauen-Reißig; (links)
    - Pietzschebach; 3,5 km; Plauen-Chrieschwitz; (links)
    - Friesenbach; 7 km; Plauen-Chrieschwitz; (rechts)
    - historischer Mühlgraben zu Plauen (Einleitung); ..?km; Plauen; (links)
    - Syrabach; ..? km; Plauen; (links)
    - Thiergartener Dorfbach; ..? km; Plauen, Thiergarten; (rechts)
    - historischer Mühlgraben zu Plauen (Ausleitung); 1,5 km; Plauen; (links)
    - Rosenbach; 11,2 km; Plauen-Straßberg
    - Triebel; 14,6 km; Burgstein-Pirk (links)
    - Schwarzbach; 14 km; Markneukirchen; (rechts)
- Schwarze Elster; 179 km; Elstra, Kamenz, Hoyerswerda; (rechts), Mündung in Sachsen-Anhalt
  - Große Röder durchfließt unter anderem Großröhrsdorf, Radeberg, Wachau, Ottendorf-Okrilla, Radeburg, Großenhain, Gröditz und mündet nach 105 km von der linken Seite im Land Brandenburg in die Schwarze Elster
    - Kleine Röder; ca. 20 km
      - Orla; ca. 10 km

    - Schwarze Röder
    - Lausenbach

  - Hoyerswerdaer Schwarzwasser fließt durch Schmölln-Putzkau, Demitz-Thumitz, Neschwitz, Königswartha, den Knappensee und mündet von rechts in Hoyerswerda in die Schwarze Elster
    - Naundorfer Wasser; 8 km; Doberschau-Gaußig und Göda, mündet bei Spittwitz von rechts ins Schwarzwasser
    - Silberwasser; 7 km; Demitz-Thumitz und Göda, mündet in Spittwitz von links ins Schwarzwasser
    - Langes Wasser; 16,4 km; Doberschau-Gaußig und Göda, mündet bei Pietzschwitz von rechts ins Schwarzwasser

  - Klosterwasser entspringt bei Burkau und fließt in nördlicher Richtung durch Panschwitz-Kuckau und Räckelwitz und mündet dann in Kotten in die Schwarze Elster
    - Satkula durchfließt Kleinhänchen und Crostwitz und mündet bei Räckelwitz vom rechts ins Klosterwasser

  - Pulsnitz entspringt in Ohorn und durchfließt unter anderem Pulsnitz und Königsbrück, sie mündet von links nahe dem brandenburgischen Elsterwerda
  - Ruhlander Schwarzwasser Wiednitz mündet linksseitig in Brandenburg in die Schwarze Elster
- Triebisch; 33,4 km; Klipphausen, Meißen; (links) Einmündung der Freiberger Bergbauwässer durch den Rothschönberger Stolln;
  - Tännichtbach; 10,0 km; Rothschönberg
  - Kleine Triebisch; 18,3 km; Semmelsberg
- Weißeritz; 12 km; Freital, Dresden; (links)
  - Weidigtbach; Dresden; 4,7 km; (links)
    - Gorbitzbach; Dresden; ..? km; (rechts)

  - Rote Weißeritz; zirka 35 km; Altenberg, Kipsdorf, Dippoldiswalde; (rechts)
    - Oelsabach; 15,1 km; Rabenau
    - Pöbelbach; 10,8 km; Schmiedeberg

  - Wiederitz: 10 km; Kesselsdorf, Freital; (links)
    - Hammerbach: 2,4 km; Dresden, Freital; (links)
    - Quänebach: 2,4 km; Oberhermsdorf, Freital (rechts)
    - Oberhermsdorfer Bach: 2 km; Oberhermsdorf, Freital; (rechts)

  - Wilde Weißeritz; zirka 49 km; Klingenberg, Tharandt; (links)
    - Höckenbach; 9,3 km; Edle Krone
    - Pastritz; zirka 2 km; Tharandt (links)
    - Schloitzbach; ...km; Tharandt
    - Weißbach; 4,6 km; Schönfeld
- Wilde Sau; 13 km; Gauernitz; (links)
- Wesenitz; 83 km; Bischofswerda (rechts)
  - Gruna; 11 km; Rammenau, Frankenthal, Großharthau; (rechts)
  - Langenwolmsdorfer Bach; 8 km; Stolpen; (links)
    - Letschwasser; 4 km; Stolpen; (rechts)

  - Schullwitzbach;  8 km; Dresden, Dürrröhrsdorf-Dittersbach; (rechts)
- Zschonergrundbach; 9,6 km; Kemnitz

##### Nebenflüsse der Havel
- Spree; 382 km; Ebersbach/Sa.; Friedersdorf (Spree), Neusalza-Spremberg, Schirgiswalde, Bautzen, ...; (links), Mündung in Berlin
  - Butterwasser; 8,5 km; Wilthen, Rodewitz/Spree, links
  - Cunewalder Wasser; 11 km; Rodewitz/Spree, rechts
    - Elzebach; 3,8 km; Mittelcunewalde, rechts

  - Kleine Spree; 40 km; (links)
  - Löbauer Wasser; 58 km; Löbau, (rechts)
    - Kotitzer Wasser; 25 km; Jauernick, links
      - Albrechtsbach; 16 km; Rachlau, links

    - Seltenrein; 4,5 km; Oelsa; links
    - Großschweidnitzer Wasser, Liebesdörfel, links
      - Litte; 9 km; Großschweidnitz, links

    - Cunnersdorfer Wasser, Liebesdörfel, rechts
      - Krummbach, Kleinschweidnitz, rechts

  - Schwarzer Schöps; 67 km; Sprey; (rechts)
    - Weißer Schöps;  Boxberg; (rechts);

  - Struga; Neustadt/Spree, rechts

### Oder
Oder / Odra; 866 km; entspringt in Tschechien, durchfließt bzw. tangiert Polen, Brandenburg und ist für sächsische Gewässer nur durch einen ihrer Nebenflüsse, die Lausitzer Neiße, relevant. Nicht aufgeführt sind hier die Zuflüsse in Polen und Brandenburg

#### Odernebenflüsse und -gewässer mit Mündung in Sachsen
- Lausitzer Neiße; 256 km; Zittau, Ostritz, Görlitz, Rothenburg/Oberlausitz, Bad Muskau; (links), entspringt in Tschechien, Mündung in Brandenburg und Polen
  - Mandau; 41 km; Zittau; (links), entspringt in Tschechien
    - Landwasser; 15,2 km; Oderwitz, Mittelherwigsdorf; (links), entspringt in Eibau
      - Augustins Graben; 0,64 km; Mittelherwigsdorf; (links), entspringt in Mittelherwigsdorf
      - Bittrichbach; 0,31 km; Eibau; (rechts), entspringt in Eibau
      - Bleicheteichwasser; 2,6 km; Oderwitz; (rechts), entspringt in Leutersdorf
      - Grundwasser; 5,16 km; Oderwitz; (links), entspringt in Eibau
      - Grundwasser; 0,63 km; Oderwitz; (links), entspringt in Oderwitz
      - Höllgraben; 0,67 km; Oderwitz; (links), entspringt in Oderwitz
      - Neufeldenwasser; 2,1 km; Oderwitz; (links), entspringt in Oderwitz
      - Neumannsgraben; 0,57 km; Oderwitz; (links), entspringt in Oderwitz
      - Sandbüschelgraben; 0,35 km; Mittelherwigsdorf; (links), entspringt in Mittelherwigsdorf
      - Spitzkunnersdorfer Bach; 5,7 km; Oderwitz; (rechts), entspringt in Spitzkunnersdorf
        - Spitzberggraben; 2,08 km; Oderwitz; (links), entspringt in Oderwitz

      - Steinbergwasser; 1,7 km; Oderwitz; (rechts), entspringt in westlich von Oderwitz

    - Lausur; 13,6 km Großschönau; (rechts), entspringt in Tschechien
    - Grundbach; 11,3 km; Olbersdorf, rechts
    - Leutersdorfer Wasser; 9 km; Seifhennersdorf, links
    - Goldbach; 9 km; Zittau, rechts
    - Pochebach; 7 km; Großschönau, rechts
    - Bertsdorfer Wasser; 5,2 km; zwischen Althörnitz und Pethau, rechts
    - Waldfluß; 3 km; Seifhennersdorf, rechts

  - Wittgendorfer Wasser; 6,2 km; Wittgendorf; (links), entspringt nördlich von Wittgendorf
    - Höhnes Graben; 0,56 km; Wittgendorf; (links), entspringt östlich von Wittgendorf
    - Platscher; 1,25 km; Wittgendorf; (links), entspringt nördlich von Wittgendorf
    - Romereifeldgraben; 1,56 km; Wittgendorf; (rechts), entspringt nördlich von Wittgendorf
    - Weiter Graben; 0,45 km; Wittgendorf; (rechts), entspringt nördlich von Wittgendorf

  - Eckartsbach; 10 km; Zittau; (links), entspringt bei Oberseifersdorf
  - Kemmlitzbach; 7,8 km; Zittau; (links), entspringt im Oberwald bei Dittelsdorf
    - Dittelsdorfer Wasser; 3,8 km; Zittau; (rechts), entspringt bei Dittelsdorf
    - Erlbach; 2,1 km; Zittau; (links), entspringt bei Schlegel
    - Kretschsträucher Wasser; 1,5 km; Zittau; (rechts), entspringt bei Schlegel
    - Schlegeler Feldhäusergraben; 1,9 km; Zittau; (rechts), entspringt bei Schlegel
    - Vogelteichgraben; 0,92 km; Zittau; (links), entspringt bei Schlegel

  - Pließnitz; 19,3 km; (links)
    - Berthelsdorfer Wasser; 6 km; (links)
    - Petersbach; 12,9 km; (rechts); entspringt am Osthang des Kottmars
      - Erlichbach; 11,2 km; (rechts); entspringt am Osthang des Sonnenhübels
        - Höllenbach; 5,7 km; (rechts); entspringt am Südosthang des Schönbrunner Bergs

      - Eulstegbach; 1,7 km; (links); entspringt im Eulbusch südlich von Herrnhut
      - Ruppersdorfer Wasser; 6,3 km; (rechts); entspringt am Osthang des Kottmars
      - Triebenbach; 5,8 km; (rechts); entspringt am Westhang des Sonnenhübels
        - Dreibörnerbach; 2,7 km; (rechts); entspringt am Nordhang des Sonnenhübels

    - Kemnitzbach (links)

  - Mühlgraben; ? km; Görlitz (links)
  - Dorfbach Zodel; ? km; Neißeaue (links)
  - Ehrlichgraben; ? km; Rothenburg/Oberlausitz (links)
  - Große Untere Aue; ? km; Rothenburg/Oberlausitz (links)
  - Welschgraben; ? km; Rothenburg/Oberlausitz (links)
  - Mühlgraben; ? km; Krauschwitz (links)
  - Legknitzka; ? km; Bad Muskau (links); entspringt in Krauschwitz

## Standgewässer
Hinweis zur Gliederung:
- Folgende Arten von Standgewässern wurden bereits in einer sortierbaren Tabelle erfasst: „Talsperren“, „Vorsperren und Vorbecken“, „Tagebaurestseen“ und „Pumpspeicherkraftwerke“.
- Die weiteren Arten „Wasserwirtschaftliche Speicher“, „Rückhaltebecken“, „Moore“ sowie „Teiche und Sonstige“ sind bisher nur als Stichpunkte aufgeführt, die aber ähnlich der Tabelle strukturiert sind:
  - Gewässername; Gewässersystem; Fläche in ha; Lage zum nächsten bedeutenden Ort; Bemerkung

### Talsperren, Vorsperren und Vorbecken, Tagebaurestseen, Pumpspeicherkraftwerke
| Gewässer (alternativer Name)              | Gewässersystem                               | Größe in ha | Art                   | nächster Ort                                       | Bemerkung                                              |
| ----------------------------------------- | -------------------------------------------- | ----------- | --------------------- | -------------------------------------------------- | ------------------------------------------------------ |
| Talsperre Amselbach                       | Amselbach                                    | 2           | Talsperre             | Langenweißbach                                     |                                                        |
| Bärwalder See                             | Spree                                        | 1360        | Tagebaurestsee        | Boxberg/O.L.                                       | Speicherbecken, Bade- und Wassersportgewässer          |
| Talsperre Bautzen                         | Spree                                        | 553         | Talsperre             | Bautzen                                            | Badegewässer                                           |
| Bergener See (Spreetal-Südostschlauch)    |                                              |             | Tagebaurestsee        | nordwestlich von Hoyerswerda                       |                                                        |
| Berzdorfer See                            | Lausitzer Neiße, Pließnitz                   | 950         | Tagebaurestsee        | Görlitz                                            |                                                        |
| Großer Goitzschesee (Bitterfelder See)    | Mulde                                        | 1332        | Tagebaurestsee        | nördlich von Delitzsch                             | fast vollständig in Sachsen-Anhalt                     |
| Blunoer Südsee (Spreetal-Nordschlauch)    | Schwarze Elster                              |             | Tagebaurestsee        | nördlich von Hoyerswerda                           |                                                        |
| Bockwitzer See                            | Grundwasser                                  | 170         | Tagebaurestsee        | östlich von Borna                                  |                                                        |
| Speicherbecken Borna                      | Pleiße                                       | 572         | Tagebaurestsee        | westlich von Borna                                 |                                                        |
| Speicher Burghammer                       | Kleine Spree                                 | 432         | Tagebaurestsee        | südlich von Burghammer                             |                                                        |
| Talsperre Carlsfeld                       | Wilzsch                                      | 47          | Talsperre             | Carlsfeld                                          |                                                        |
| Cospudener See                            | Weiße Elster                                 | 430         | Tagebaurestsee        | auf der Grenze von Leipzig und Markkleeberg        | Badegewässer                                           |
| Talsperre Cranzahl                        | Lampertsbach, Moritzbach                     | 35          | Talsperre             | westlich von Bärenstein                            |                                                        |
| Talsperre Döllnitzsee                     | Döllnitz                                     | 200         | Talsperre             | Wermsdorf                                          |                                                        |
| Dreiweiberner See                         | Kleine Spree                                 | 286         | Tagebaurestsee        | nördlich von Lohsa                                 |                                                        |
| Talsperre Dröda                           | Schafbach, Feilebach                         | 125         | Talsperre             | Burgstein                                          |                                                        |
| Talsperre Eibenstock                      | Zwickauer Mulde                              | 370         | Talsperre             | Eibenstock                                         |                                                        |
| Talsperre Einsiedel                       | Stadtguttalbach                              | 6           | Talsperre             | Chemnitz                                           |                                                        |
| Erikasee (Laubuscher See)                 | Schwarze Elster                              | 180         | Tagebaurestsee        | nördlich von Lauta                                 |                                                        |
| Talsperre Euba                            | Talsperrenbach                               | 3           | Talsperre             | Chemnitz                                           |                                                        |
| Talsperre Falkenstein                     | Weiße Göltzsch                               | 13          | Talsperre             | Falkenstein                                        | Badegewässer                                           |
| Vorsperre Forchheim                       | Haselbach                                    | 12          | Vorsperre             | Forchheim                                          |                                                        |
| Geierswalder See (Koschener See)          | Schwarze Elster                              | 653         | Tagebaurestsee        | nördlich von Lauta                                 | Badegewässer                                           |
| Talsperre Gottleuba                       | Gottleuba, Oelsenbach                        | 58          | Talsperre             | Bad Gottleuba                                      |                                                        |
| Grabschützer See                          |                                              | 270         | Tagebaurestsee        | südwestlich von Delitzsch                          |                                                        |
| Groitzscher See (Luckaer See)             | Schnauder/Weiße Elster                       | 840         | Tagebaurestsee        | bei Lucka, südlich von Leipzig                     |                                                        |
| Hainer See                                |                                              | 387, 545    | Tagebaurestsee        | nördlich von Borna                                 |                                                        |
| Halbendorfer See                          | Spree                                        | 120         | Tagebaurestsee        | östlich von Schleife                               | Badegewässer                                           |
| Harthsee                                  | Wyhra                                        | 65          | Tagebaurestsee        | südöstlich von Borna                               | Badegewässer                                           |
| Haselbacher See                           | Pleiße                                       | 330         | Tagebaurestsee        | westlich von Regis-Breitingen                      | anteilig mit Thüringen                                 |
| Haubitzer See                             |                                              | 158         | Tagebaurestsee        | nördlich von Borna                                 |                                                        |
| Heide VI-See                              |                                              |             | Tagebaurestsee        | westlich von Hoyerswerda                           |                                                        |
| Kahnsdorfer See                           |                                              | 112         | Tagebaurestsee        | bei Witznitz                                       |                                                        |
| Talsperre Kauscha                         | Geberbach                                    | 4           | Talsperre             | südlich von Dresden                                |                                                        |
| Talsperre Klingenberg                     | Wilde Weißeritz                              | 110         | Talsperre             | Klingenberg                                        |                                                        |
| Talsperre Klingerbach                     | Klingerbach                                  | 1           | Talsperre             | Langenweißbach                                     |                                                        |
| Speicher Knappenrode                      | Schwarze Elster                              | 260         | Tagebaurestsee        | südöstlich von Hoyerswerda                         | Badegewässer (für 2014 Badeverbot)                     |
| Talsperre Koberbach                       | Koberbach                                    | 43          | Talsperre             | Werdau                                             | Badegewässer                                           |
| Talsperre Königsfeld                      | Weißbach                                     | 11          | Talsperre             | Rochlitz                                           |                                                        |
| Kortitzmühler See (Lautaer See)           | Schwarze Elster                              | 28          | Tagebaurestsee        | nördlich von Lauta, westlich von Hoyerswerda       | anteilig mit Brandenburg                               |
| Talsperre Kriebstein                      | Zschopau                                     | 130         | Talsperre             | Mittweida                                          |                                                        |
| Kulkwitzer See                            | Weiße Elster                                 | 150         | Tagebaurestsee        | auf der Grenze von Leipzig und Markranstädt        | Badegewässer                                           |
| Talsperre Lehnmühle                       | Wilde Weißeritz                              | 150         | Talsperre             | Dippoldiswalde                                     |                                                        |
| Talsperre Lichtenberg                     | Gimmlitz                                     | 92          | Talsperre             | Lichtenberg/Erzgeb.                                |                                                        |
| Speicherbecken Lobstädt                   | Pleiße                                       | 27          | Tagebaurestsee        | westlich von Borna                                 |                                                        |
| Speicherbecken Lohsa I (Silbersee)        | Kleine Spree                                 | 315         | Tagebaurestsee        | westlich von Lohsa                                 | Badegewässer (für 2014 Badeverbot)                     |
| Speicherbecken Lohsa II                   | Spree                                        | 958         | Tagebaurestsee        | nordöstlich von Lohsa                              |                                                        |
| Ludwigsee                                 |                                              | 90          | Tagebaurestsee        | südlich von Bitterfeld                             | hauptsächlich in Sachsen-Anhalt                        |
| Lugteich (Laubusch)                       | Schwarze Elster                              |             | Tagebaurestsee        | nordwestlich von Hoyerswerda                       |                                                        |
| Talsperre Malter                          | Rote Weißeritz                               | 84          | Talsperre             | Malter                                             | Badegewässer                                           |
| Pumpspeicherwerk Markersbach              | Große Mittweida                              | 93          | Pumpspeicherkraftwerk | südöstlich von Markersbach                         |                                                        |
| Markkleeberger See                        | Weiße Elster                                 | 252         | Tagebaurestsee        | östlich von Markkleeberg                           | Badegewässer                                           |
| Pumpspeicherwerk Mittweida                | Zschopau                                     |             | Pumpspeicherkraftwerk | bei Mittweida                                      |                                                        |
| Talsperre Muldenberg                      | Zwickauer Mulde                              | 90          | Talsperre             | Schöneck                                           |                                                        |
| Talsperre Nauleis                         | Hopfenbach                                   | 51          | Talsperre             | Radeburg                                           |                                                        |
| Neuhäuser See                             | Mulde                                        | 155         | Tagebaurestsee        | nördlich von Delitzsch                             |                                                        |
| Talsperre Neunzehnhain I                  | Lautenbach                                   | 7           | Talsperre             | Lengefeld                                          |                                                        |
| Talsperre Neunzehnhain II                 | Lautenbach                                   | 29          | Talsperre             | Lengefeld                                          |                                                        |
| Neuwieser See (Spreetal-Bluno)            | Schwarze Elster                              |             | Tagebaurestsee        | nordwestlich von Hoyerswerda                       |                                                        |
| Pumpspeicherwerk Niederwartha             | Elbe, Silberbach                             | 75          | Pumpspeicherkraftwerk | westlich von Dresden                               | Badegewässer                                           |
| Olbasee                                   | Löbauer Wasser                               | 50          | Tagebaurestsee        | zwischen Wartha und Kleinsaubernitz                | Badegewässer                                           |
| Olbersdorfer See                          | Grundbach und Goldbach                       | 60          | Tagebaurestsee        | nördlich von Olbersdorf                            | Badegewässer                                           |
| Pahnaer See                               |                                              | 26          | Tagebaurestsee        | westlich von Frohburg zwischen Pahna und Eschefeld | teilweise in Thüringen, Erholungspark mit Campingplatz |
| Partwitzer See (Skadoer See)              | Schwarze Elster                              | 1120        | Tagebaurestsee        | nördlich von Lauta                                 |                                                        |
| Paupitzscher See                          |                                              | 100         | Tagebaurestsee        | nördlich von Delitzsch                             |                                                        |
| Pereser See                               | Weiße Elster                                 | 700         | Tagebaurestsee        | südlich von Leipzig                                |                                                        |
| Talsperre Pirk                            | Weiße Elster                                 | 150         | Talsperre             | Burgstein-Pirk                                     |                                                        |
| Talsperre Pöhl                            | Trieb                                        | 387         | Talsperre             | Pöhl                                               | Badegewässer                                           |
| Talsperre Quitzdorf                       | Schwarzer Schöps                             | 680         | Talsperre             | Niesky                                             | Badegewässer                                           |
| Vorbecken Rähmerbach                      |                                              | 7           | Vorbecken             | Eibenstock                                         |                                                        |
| Talsperre Rauschenbach                    | Flöha                                        | 99          | Talsperre             | Cämmerswalde                                       | anteilig mit Tschechien                                |
| Sabrodter See (Spreetal-Nordrandschlauch) |                                              |             | Tagebaurestsee        | nördlich von Hoyerswerda                           |                                                        |
| Talsperre Saidenbach                      | Saidenbach                                   | 150         | Talsperre             | Reifland                                           |                                                        |
| Scheibe See                               | Kleine Spree                                 | 660         | Tagebaurestsee        | östlich von Hoyerswerda                            |                                                        |
| Schladitzer See                           | Mulde                                        | 220         | Tagebaurestsee        | westlich von Rackwitz                              |                                                        |
| Talsperre Schömbach                       | Wyhra                                        | 175         | Talsperre             | südlich von Kohren-Sahlis                          | anteilig mit Thüringen                                 |
| Vorsperre Schönheiderhammer               |                                              | 27          | Vorsperre             |                                                    |                                                        |
| Seelhauser See                            | Mulde                                        | 622         | Tagebaurestsee        | westlich von Löbnitz                               | anteilig mit Sachsen-Anhalt                            |
| Talsperre Sosa                            | Kleine Bockau                                | 40          | Talsperre             | Eibenstock                                         |                                                        |
| Spreetaler See                            |                                              |             | Tagebaurestsee        | nordöstlich von Hoyerswerda                        |                                                        |
| Talsperre Stollberg                       | Unterer Querenbach                           | 16          | Talsperre             | Stollberg/Erzgeb.                                  |                                                        |
| Störmthaler See                           | Pleiße                                       | 765         | Tagebaurestsee        | südöstlich von Markkleeberg                        |                                                        |
| Talsperre Trossin                         | Dommitzscher Grenzbach                       | 12          | Talsperre             | nördlich von Dahlenberg                            |                                                        |
| Talsperre Wallroda                        | Steinbach                                    | 36          | Talsperre             | südlich von Großröhrsdorf                          |                                                        |
| Werbeliner See                            | Mulde                                        | 441         | Tagebaurestsee        | südlich von Delitzsch                              |                                                        |
| Werbener See                              | Grubenwasser Profen                          | 79          | Tagebaurestsee        | nördlich von Pegau                                 |                                                        |
| Talsperre Werda (Talsperre Geigenbach)    | Geigenbach                                   | 43          | Talsperre             | Werda                                              |                                                        |
| Speicherbecken Witznitz                   | Wyhra                                        | 236         | Tagebaurestsee        | nordwestlich von Borna                             |                                                        |
| Talsperre Wolfersgrün                     | Crinitzbach                                  | 8           | Talsperre             | bei Kirchberg                                      |                                                        |
| Zwenkauer See                             | Grubenwasser Profen, Vereinigtes Schleenhain | 970         | Tagebaurestsee        | südlich von Leipzig                                |                                                        |
| Zwochauer See                             |                                              | 8           | Tagebaurestsee        | südwestlich von Delitzsch                          |                                                        |

### Wasserwirtschaftliche Speicher
1. Speicher Altenberg; Neugraben/Quergraben; 16 ha; westlich von Altenberg
2. Bierwiesenteich; Revierwasserlaufanstalt Freiberg, Bierwiesenbach; 1 ha; östlich von Pfaffroda
3. Speicherbecken Borna, Leipzig, Badegewässer[2]
4. Braunsteich; Rotwassergraben (ursprünglich), Tagebauwasser; 44 ha; östlich von Weißwasser/Oberlausitz
5. Dittmannsdorfer Teich; Revierwasserlaufanstalt Freiberg Ullersdorfer Dorfbach; 11 ha; südwestlich von Sayda
6. Dörnthaler Teich; Revierwasserlaufanstalt Freiberg, Haselbach; 19,5 ha; südlich von Dörnthal
7. Erzengler Teich; Revierwasserlaufanstalt Freiberg, Münzbach; 8 ha; südöstlich von Brand-Erbisdorf, Badegewässer[2]
8. Elsterstausee Bösdorf; Weiße Elster; 50 ha; südlich von Leipzig
9. Filzteich; Zschorlaubach; 23 ha; bei Schneeberg, Badegewässer[2]
10. Greifenbachstauweiher; Greifenbach; 18 ha; bei Geyer, Badegewässer[2]
11. Großer Galgenteich; Neugraben/Quergraben; 20 ha; westlich von Altenberg
12. Stausee Glauchau; Mülsenbach; 40 ha; südwestlich von Glauchau
13. Hüttenteich Berthelsdorf; Revierwasserlaufanstalt Freiberg; Münzbach; 16 ha; südöstlich von Freiberg
14. Konstantinteich; Revierwasserlaufanstalt Freiberg; 2 ha; östlich von Brand-Erbisdorf
15. Langer Rodaer See; Wiltzschbach; 19 ha; westlich von Wermsdorf
16. Lother Teich (Mühlteich Berthelsdorf); Münzbach; 3 ha; östlich von Brand-Erbisdorf
17. Mittlerer Großhartmannsdorfer Teich; Revierwasserlaufanstalt Freiberg, Landhainbach; 12 ha; in Großhartmannsdorf
18. Oberer Großhartmannsdorfer Teich; Revierwasserlaufanstalt Freiberg, Oberteichbach; 21 ha; südlich von Großhartmannsdorf
19. Stausee Oberrabenstein; Tränkbach / Eisenbach; 7 ha; westlich von Chemnitz, Badegewässer[2]
20. Stausee Oberwald; Erlbach; 16 ha; Callenberg, Badegewässer[2]
21. Obersaidaer Teich; Revierwasserlaufanstalt Freiberg, Oberer Saidenbach; 6 ha; in Obersaida
22. Speicher Radeburg I; Große Röder; 37 ha; östlich von Radeburg
23. Speicher Radeburg II (Großteich); Dobrabach, Springbach; 278 ha; südlich von Thiendorf
24. Stausee Rötha; Pleiße; 71 ha; südlich von Rötha
25. Rothbächer Teich; Revierwasserlaufanstalt Freiberg; Münzbach; 3 ha; südöstlich von Brand-Erbisdorf
26. Speicher Staucha; Stauchaer Bach, 3 ha, südwestlich von Riesa
27. Unterer Großhartmannsdorfer Teich; Revierwasserlaufanstalt Freiberg; Großhartmannsdorfer Dorfbach, Kuhbach und Zethauer Kunstgraben; 61 ha; nordöstlich von Großhartmannsdorf
28. Speicher Zittau; Hasenbergwasser; 5 ha; nördlich Zittau

### Rückhaltebecken

#### Teilweise eingestaute Rückhaltebecken
1. Rückhaltebecken Mordgrundbach; Mordgrundbach; 3,9 ha; südlich von Bad Gottleuba
2. Rückhaltebecken Friedrichswalde-Ottendorf; Bahre; 22 ha; südlich von Pirna in Bahretal
3. Rückhaltebecken Liebstadt; Seidewitz; 13 ha; südlich von Liebstadt
4. Rückhaltebecken Göda; Langes Wasser; 30 ha; südlich von Göda
5. Rückhaltebecken Karlsdorf; Hoyerswerdaer Schwarzwasser; 16 ha; östlich von Bischofswerda
6. Rückhaltebecken Stöhna; Pleiße; 233 ha; südlich von Markkleeberg
7. Rückhaltebecken Lauenstein; Müglitz; 38 ha; südlich von Lauenstein

#### Normalerweise nicht eingestaute Rückhaltebecken
1. Rückhaltebecken Amselgrundbach, Amselgrundbach, 3 ha, in Döbeln
2. Rückhaltebecken Baderitz-Lüttewitz, Schweimnitzer Bach, 4 ha, nördlich von Döbeln
3. Rückhaltebecken Buschbach; Bahra; 36 ha; südöstlich von Hellendorf bei Bad Gottleuba-Berggießhübel
4. Rückhaltebecken Glashütte; Prießnitz (Brießnitz); Johnsbach; 2 ha; westlich von Glashütte
5. Rückhaltebecken Kiebitz/Obersteina; Kleine Jahna; nördlich von Döbeln
6. Rückhaltebecken Mochau; Jahna; 3 ha; östlich von Döbeln
7. Rückhaltebecken Noschkowitz; 5 ha; nördlich von Döbeln
8. Rückhaltebecken Regis-Serbitz; Pleiße; 250 ha; südwestlich von Borna
9. Rückhaltebecken Reinhardtsgrimma; Lockwitzbach; 7 ha; südlich von Reinhardtsgrimma
10. Rückhaltebecken Rennersdorf; Petersbach; 44 ha; südlich von Bernstadt auf dem Eigen
11. Rückhaltebecken Schmölln; Hoyerswerdaer Schwarzwasser; 7 ha; südlich von Schmölln
12. Rückhaltebecken Schrebitz; Krebsbach; 1 ha; nördlich von Döbeln
13. Rückhaltebecken Warmbad; Hilmersdorfer Bach, Drei-Rosen-Bach; 3 ha; nordöstlich von Wolkenstein
14. Rückhaltebecken Zauckerode I; Quänebach; 5 ha; nördlich von Freital
15. Rückhaltebecken Zauckerode II; Wiederitz; 2 ha; nördlich von Freital
16. Rückhaltebecken Zschochau; Birmenitzer Dorfbach; 4 ha; nordöstlich von Döbeln

### Moore
1. Großer Kranichsee; südwestlich von Carlsfeld
2. Kleiner Kranichsee; südwestlich von Johanngeorgenstadt
3. Georgenfelder Hochmoor; westlich von Zinnwald-Georgenfeld
4. Dubringer Moor: westlich von Hoyerswerda

### Teiche und Sonstige
1. Albrechtshainer See, Leipzig, Tagebaurestgewässer, Badegewässer[2]
2. Ammelshainer See, Leipzig, Tagebaurestgewässer, Badegewässer[2]
3. Blaue Adria Crosta, Bautzen, Tagebaurestgewässer, Badegewässer[2]
4. Doktorteich, Sachsendorfer Teiche; Mühlbach; 17 ha; nördlich von Wermsdorf
5. Drei Teiche, Sachsendorfer Teiche; Mühlbach; 6,5 ha; nördlich von Wermsdorf
6. Drei Schwarze Teiche; Bräunsdorf
7. Kirchenteich, Sachsendorfer Teiche; Mühlbach; 18,5 ha; nördlich von Wermsdorf
8. Zeisigteich, Sachsendorfer Teiche; Mühlbach; 20 ha; nördlich von Wermsdorf
9. Häuschenteich, Sachsendorfer Teiche; Mühlbach; 14 ha; nördlich von Wermsdorf
10. Deutschbaselitzer Großteich; Jauer; 113 ha; nordöstlich von Kamenz
11. Steinbruch Sparmann; 2 ha; im Stadtgebiet von Kamenz
12. Kiesgrube Eilenburg; nahe der Mulde; 150 ha; nordöstlich von Eilenburg, Badegewässer[2]
13. Kiesgrube Birkwitz-Pratzschwitz, Sächsische Schweiz-Osterzgebirge, Tagebaurestgewässer, Badegewässer[2]
14. Kiesgrube Luppa, Nordsachsen, Tagebaurestgewässer, Badegewässer[2]
15. Kötitzer Kiesgrube, Meißen, Tagebaurestgewässer, Badegewässer[2]
16. Erzwäsche; Münzbach; ?? ha; nordöstlich von Freiberg
17. Großer Teich Freiberg (Soldatenteich); Goldbach; 6 ha; südwestlich von Freiberg (Waldbad)
18. Großer Teich Torgau; Elbe; 175 ha; südlich von Torgau
19. Mittelteich Freiberg; Goldbach; 4 ha; südwestlich von Freiberg
20. Schlossteich Chemnitz; Chemnitz; zirka 10 ha; in Chemnitz
21. Eibsee; Chemnitz
22. Stausee Sohland; Spree; bei Sohland an der Spree; wird zurzeit umgebaut
23. Mittelteich Moritzburg; Jähnertbach; 57 ha; bei Moritzburg (Moritzburger Teiche)
24. Naunhofer See, Leipzig, Tagebaurestgewässer, Badegewässer[2]
25. Dippelsdorfer Teich; Lößnitzbach und Reichenberger Bach; 42 ha; bei Friedewald
26. Frauenteich Moritzburg; Jähnertbach; 40 ha; bei Moritzburg
27. Niederer Großteich Bärnsdorf; Promnitz; 37,5 ha; bei Moritzburg (mit Mole und Leuchtturm Moritzburg)
28. Oberer Großteich Bärnsdorf; Promnitz; 25 ha; bei Moritzburg
29. Oberer Waldteich Boxdorf; Promnitz; 26 ha bei Moritzburg
30. Rossteich Bräunsdorf; Bräunsdorf
31. Niederer Waldteich Boxdorf; Promnitz; 15 ha; bei Moritzburg
32. Carolasee; Kaitzbach; 2,78 ha; Dresden, Großer Garten
33. Amselsee; Amselgrundbach/Grünbach; 1,2 ha; Rathen
34. Schwanenteich; Zwickau; 12 ha; Schwanenteichpark Zwickau[3]
35. Langer Teich (Zwickau), Schwanenteichpark Zwickau
36. Eschefelder Teiche; 152 ha; südwestlich von Frohburg; Naturschutzgebiet
37. Lindenauer Hafen; Leipzig; geplantes Hafenbecken, wurde nie angebunden
38. Neukupritzer Teich; 0,35 ha; Neukuppritz; naturbelassen mit hoher Gewässergüte
39. Waldbad Niesendorf; Bautzen; Tagebaurestgewässer, Badegewässer[2]
40. Talsperre Oberpirk; Stauanlage in Mehltheuer

## KanäleundGräben
| Name                         | Länge in km |                                                           |
| ---------------------------- | ----------- | --------------------------------------------------------- |
| Barbara-Kanal                | 1,2         | vom Geierswalder See zum Partwitzer See                   |
| Elstermühlgraben             | 4           |                                                           |
| Elster-Saale-Kanal           | 12          | von Leipzig nach Günthersdorf                             |
| Elsterwerda-Grödel-Floßkanal | 22          | von Elsterwerda nach Grödel (Elb-km 104)                  |
| Karl-Heine-Kanal             | 2,6         | vom Lindenauer Hafen zur Weißen Elster in Leipzig         |
| Lober-Leine-Kanal            |             | von der Lober zur Leine, bei Delitzsch                    |
| Schwarze-Elster-Kanal        |             | durch Hoyerswerda zur Schwarzen Elster                    |
| Sornoer Kanal                | 0,8         | vom Geierswalder See zum Sedlitzer See (Land Brandenburg) |